# Jeffrey Chiesa
Jeffrey Scott Chiesa (Bound Brook, 22 giugno 1965) è un politico e avvocato statunitense, senatore per lo stato del New Jersey da giugno a ottobre del 2013.

## Biografia
Di origini italiane, Chiesa rimase orfano di padre da bambino e venne cresciuto dalla madre insieme ai due fratelli più piccoli. Dopo aver studiato all'Università di Notre Dame, Chiesa si laureò in legge all'Università Cattolica d'America e intraprese la professione di avvocato.
Dopo quattordici anni di lavoro in uno studio legale, nel 2002 Chiesa andò a lavorare per il district attorney Chris Christie; lasciò l'incarico nel 2009, quando Christie venne eletto governatore del New Jersey.
Nel dicembre del 2011 Christie nominò Chiesa attorney general del New Jersey; questi mantenne l'incarico fino al giugno del 2013, quando Christie decise di nominarlo senatore per occupare il seggio rimasto vacante dopo la morte di Frank Lautenberg. Chiesa ha assunto le funzioni solo temporaneamente, fino alle elezioni speciali tenutesi a ottobre.